# Allaman
Allaman és un municipi del cantó suís del Vaud, situat al districte de Morges.

## Monuments
El municipi compta amb dos castells, el Castell d'Allaman i el castell de Rochefort

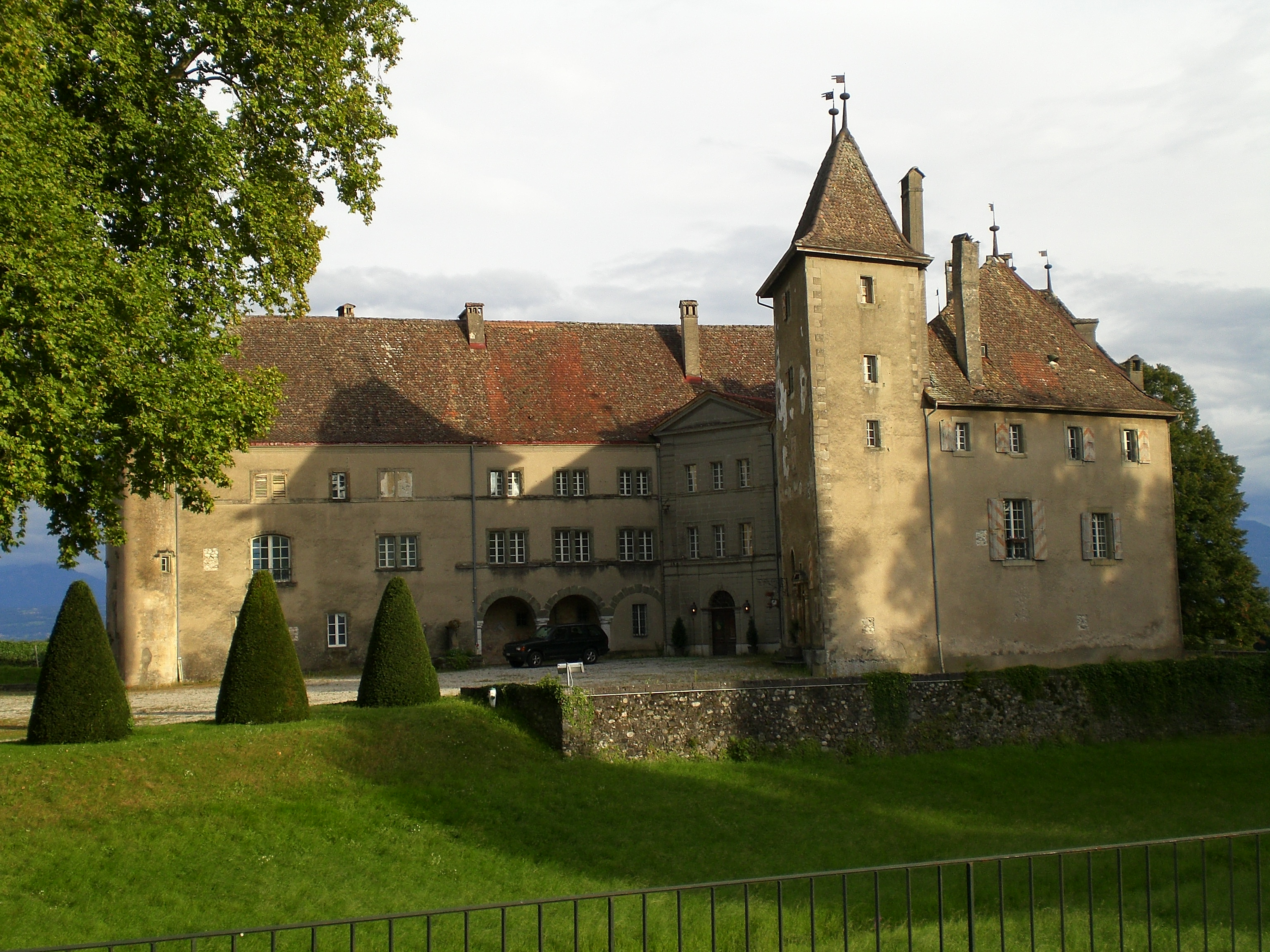
El Castell d'Allaman.

## Personalitats
El compositor suís Pierre Maurice nasqué a Allaman el 13 de novembre de 1868.